# 1435 en musique classique
| \| • Retour à la chronologie générale de la musique classique • \| |
| Grèce • Rome • Haut Moyen Âge • VIIIe siècle • IXe siècle • Xe siècle • XIe siècle XIIe siècle • XIIIe siècle • XIVe siècle • XVe siècle • XVIe siècle • XVIIe siècle XVIIIe siècle • XIXe siècle • XXe siècle • XXIe siècle |
| • Retour à la chronologie générale de la musique classique • |

| Années en musique classique : 1432 - 1433 - 1434 - 1435 - 1436 - 1437 - 1438    |
| Décennies en musique classique : 1400 - 1410 - 1420 - 1430 - 1440 - 1450 - 1460 |

## Naissances
- Johannes Tinctoris, compositeur franco-flamand († 1511).